# NGV Asco
Le NGV Asco est un navire à grande vitesse construit entre 1994 et 1995 par les chantiers navals Leroux et Lotz Naval pour la SNCM. Baptisé d'après la rivière corse Asco, il a pour sister-ship le NGV Aliso. Mis en service en avril 1996 sur les lignes entre Nice et la Corse, il a navigué pour la SNCM jusqu'en mai 2005. Il a été exploité par la suite par des compagnies grecques, en prenant le nom de Panagia Parou (Παναγία Παρού) puis de Red Sea II avant de retrouver son premier nom grec. Inutilisé depuis 2012, le navire fera finalement naufrage le 20 avril 2017 dans le port d'Algésiras après avoir été drossé contre le quai lors d'une tempête. Renfloué, il est par la suite vendu à la démolition en juin 2018.

## Histoire

### Origines
Comme d’autres armateurs, la SNCM souhaite dès 1990 doter sa flotte d’un navire à grande vitesse. Dans l’optique de développer son fonds de commerce, elle le destinerait au marché italien en pleine expansion et à sa nouvelle ligne Bastia - Livourne exploitée par sa filiale Corsica Marittima. Mais considérant que toutes les conditions ne sont pas remplies sur le plan technique et commercial, la compagnie retire le projet courant 1992. Mais l’idée demeure et l’Office des transports corses se prononce en ce sens, favorable à une expérience entre Nice et la Haute-Corse. Il multiplie les contacts avec les chantiers de construction. La SNCM souhaite cependant s’engager en louant un navire pour deux ans avec une option d’achat. Elle préfère également laisser aux chantiers le soin du développement de ces navires et d’en réaliser les essais, plutôt que d’en financer l’étude. Elle est également en contact avec la compagnie publique italienne Tirrenia qui exploite un navire de type Aquastrada, le Guizzo. 
Par le passé, relier la Corse par des navires rapides avait déjà été évoqué ; la distance et les conditions météorologiques de la Méditerranée avaient eu raison des différents projets. Au début des années 1960, la Compagnie générale transatlantique envisagea des engins à ailes portantes. Une étude faite en Norvège dissuada cependant la compagnie de s’engager dans cette voie. La CGTM se pencha également sur la question d’une liaison entre Nice et la Corse à l’horizon 1977. Le projet resta sans suite car trop onéreux, l’État laissant le financement à la seule charge de la compagnie. Encouragée par les conclusions du rapport Longeaux préconisant l’utilisation des aéroglisseurs, la SNCM, à ses débuts aborda également le sujet. Elle renonça aussi en raison du coût. Le début des années 1990 marque l’avènement des navires à grande vitesse en raison des progrès accomplis dans le domaine de l’architecture navale, des matériaux de construction et des dispositifs de propulsion qui autorisent une exploitation à des coûts plus compétitifs. Les navires de ce type sont désormais capables de transporter des véhicules, condition indispensable sur le trafic de la Corse afin de concurrencer l’aérien.
Le 5 janvier 1994, l’OTC adopte à la quasi-unanimité le principe de l’expérimentation d’un navire à grande vitesse et se prononce en faveur d’un catamaran construit par le chantier norvégien Kvaerner Fejellstrand. Dans le cadre d’une convention particulière, le navire serait loué à charge égale entre la SNCM et l’OTC, testé sur la Balagne pendant deux ans et acheté si l’expérience s’avérait concluante. Mais cette décision de l’OTC engendre une réaction des chantiers français. Ils estiment ne pas avoir pu défendre leurs chances, faute de temps pour répondre au cahier des charges. Leur contestation est soutenue par la Chambre syndicale des constructeurs de navires et les ministères de l’Industrie et des Transports. Ce dernier demande à l’OTC de reconsidérer le dossier en étudiant notamment les propositions des chantiers Leroux et Lotz de Saint-Malo. L’Office suspend alors sa décision, diffère la signature du contrat de location-vente avec les chantiers norvégiens. Il est demandé aux chantiers malouins d’affiner leur projet, en attendant les résultats du comportement à la mer de leur navire, le Corsaire 6000. 
Le projet des chantiers Leroux et Lotz offre de nombreux avantages, le constructeur a en effet acquis une expérience dans les navires rapides en alliage léger pour de courtes liaisons dont l’aboutissement est le Corsaire 6000, pouvant transporter à 32 nœuds 450 passagers et 40 voitures entre Saint-Malo et les îles anglo-normandes. Malgré des difficultés dues à des défauts de jeunesse, les chantiers bretons ont su tirer nombre d’enseignements. Forts de cela, ils peuvent donc proposer une unité, le Corsaire 11000, de capacité plus importante et répondant aux besoins de la SNCM. À la suite d’une étude pour un catamaran «perce-vagues» demandée quelques années plus tôt par la SNCM, il avait été démontré qu’un navire monocoque avait une meilleure tenue de la mer pour la Méditerranée. De plus, le monocoque n’exige pas de passerelle d’accès, difficile à réaliser en raison de la taille réduite des ports fréquentés et de l’impossibilité de spécialiser les quais selon les types de navires. Enfin, le projet Corsaire 1100 offre par rapport au projet norvégien une capacité en véhicules supérieure, une vitesse supérieure de deux nœuds pour une consommation voisine, et propose une plus grande surface d’aménagement. 
Le contrat de construction du premier navire rapide au service de la continuité territoriale est signé le 4 août 1994. La compagnie s’engage à affréter le navire durant une période de deux ans avec une option d’achat. L’ère de la grande vitesse est lancée et même confirmée le 28 avril 1995 par la signature d’une deuxième unité, acquise sous forme de crédit-bail. C'est également dans ce contexte que la compagnie bastiaise Corsica Ferries commandera des navires aux caractéristiques similaires, dont l'un est destiné à inaugurer une ligne au départ du continent français, concurrençant de ce fait directement les futurs NGV de la SNCM.

### Construction
Le contrat de construction entre la SNCM et les chantiers Leroux et Lotz Naval est signé le 4 août 1994. Le premier bloc du futur NGV Asco est mis sur cale le 14 octobre 1994, le navire étant construit sur les plans du Corsaire 11000 ; il est mis à l’eau le 7 octobre 1995 et laisse la place à la construction du premier tronçon du NGV Aliso. 
La mise en service de tels navires exige au préalable une formation des équipages particulière pour la sécurité et les aspects techniques. Côté sécurité, bien qu’il n’y ait pas d’innovation particulière par rapport au reste de la flotte, des aménagements ont été apportés. Ainsi, chaque membre d’équipage a suivi le stage «Sécurité Sauvetage» adapté aux navires à grande vitesse, avec notamment les exercices sur toboggan. Un autre stage concernant cette fois l’incendie à bord, est également instauré, en partenariat avec les Marins pompiers de Marseille. Côté technique, une formation moteur MTU est suivie à Friedrichshafen, en Allemagne, ces machines n’existant pas sur les autres navires de la flotte. Enfin, une autre formation, destinée à familiariser les utilisateurs aux hydrojets KaMeWa, les a emmenés à Kristinehamn en Suède. Des consignes de sécurité adaptées sont mises au point. Ces mesures font l’objet d’exercices en conditions réelles. En effet, la structure de ces bateaux étant essentiellement en aluminium, les risques d’incendie sont accrus. C’est pourquoi, les éléments métalliques sont entièrement isolés par de la laine de verre. De plus, il est strictement interdit de fumer à bord et tout est conçu en matières ignifugées. 
Les essais à la mer ont lieu au début du mois de mars 1996 ; le navire atteint la vitesse record, pour l’époque, de 41 nœuds. La livraison du navire, qui aurait dû intervenir en 1995, s'est vue retardée de plusieurs mois à cause de modifications à apporter à la porte d'étrave à la suite d'une modification de la réglementation consécutive au naufrage du car-ferry Estonia en mer Baltique en septembre 1994.

### Service
Le 26 mars 1996, le NGV Asco est béni par le chanoine Pinelli, archiprêtre de Calvi, et baptisé au pied de la citadelle de Calvi, son port d’attache, sa marraine étant madame Isabelle Pasquini, femme de Pierre Pasquini secrétaire d’État aux anciens combattants et maire de L'Île-Rousse. À l’issue de cette cérémonie plus de trois cents personnes prennent place à bord pour une rapide démonstration d’une heure dans les parages du golfe de la Revellata. Le navire démontre pour l’occasion ses excellentes qualités nautiques, effectuant notamment un virage serré à grande vitesse sans accuser la moindre gîte. Le 30 mars, le NGV Asco est présenté aux instances niçoises en même temps qu’est inauguré le quai Riboty aménagé spécialement pour accueillir le navire. Pour l’occasion, trois cents personnes sont invitées pour une sortie en mer qui les mènera jusqu’aux îles de Lérins. Le premier voyage commercial a lieu le 2 avril 1996, au départ de Nice à 8h30 et à destination de Bastia.
Pour la saison estivale 1997, le navire et son sister-ship sont affrétés par la filiale Corsica Marittima et effectuent une fois par semaine le trajet Bastia - Livourne - Bastia, et relient également Portoferraio sur l'île d'Elbe. L'expérience est renouvelée pour les saisons 1998 et 1999 avec, cette fois-ci un aller-retour supplémentaire sur Gênes.
Le 2 mars 1998, le NGV Asco, financé par crédit-bail, devient propriété de la SNCM à l’issue d’une période de location de 23 mois au terme de laquelle la compagnie bénéficiait d’une option d’achat. Le 3 novembre, le NGV Asco participe à un exercice de sécurité et de sauvetage en mer avec la Marine nationale, sous le nom de SECNAV 98. Il consiste en la simulation d’une avarie majeure et l’évacuation des passagers, simulés par 98 militaires. 
À la suite de deux collisions avec des cétacés en 1998 et 1999, une commission d’études ainsi qu’une collaboration entre la SNCM et les chantiers Alsthom vont être instaurées afin de prévenir ces accidents. C’est ainsi que des systèmes amplificateurs de lumière seront installés sur les deux NGV, à l’instar du NGV Liamone, doté de ce dispositif dès sa construction. Les résultats de la commission d’étude sur la protection des cétacés amèneront à la mise en place, dès 2000, de projecteurs proches de l’infrarouge pour les traversées de nuit. Ils ne gênent pas la vision nocturne de la passerelle tout en permettant de mieux voir les cétacés.
Pour la saison 2000, Le NGV Asco dessert quasi-exclusivement les ports de Calvi et de L’Île-Rousse. 
À compter du 29 juin et jusqu’au 15 septembre 2001, le navire est affrété par Corsica Marittima et affecté à la ligne Livourne - Bastia, à raison de 2 à 3 fois par jour. L’équipage est logé la nuit à Livourne.
Du 21 juin au 15 septembre 2002, le NGV Asco inaugure le nouveau service de la SNCM entre l'Espagne et l'Algérie. L’ENMTV est partenaire de cette opération, qui est un franc succès. A compter du 19 septembre, il retourne sur les lignes Nice - Corse en compagnie du NGV Liamone. 
Le 30 septembre, le navire fait l’objet de l’exercice SECNAV 2002, à 4 milles de Nice, durant lequel est simulé un violent incendie à bord. 147 élèves du Centre d'instruction naval de Saint-Mandrier jouent le rôle des passagers, contraints de sauter dans les embarcations de sauvetage. Le bilan est d’une vingtaine de blessés, la plupart intoxiqués par la fumée, et de deux victimes. L’évacuation des passagers s’est faite grâce aux vedettes des douanes, de la Gendarmerie, des affaires maritimes et de la SNSM et du remorqueur Grèbe. Trois bâtiments venus en appoint de Monaco et d’Italie ont également porté leur concours, de même qu’un Super Frelon et un Lynx de la Marine nationale. Le NGV Asco est par la suite remorqué jusqu’au port de Nice par le Mérou.
Après avoir de nouveau navigué entre l'Espagne et l'Algérie pendant la saison 2003, le NGV Asco est redéployé sur les lignes Nice - Corse pour la saison 2004 à la suite de la vente du NGV Aliso. Exploité quasi exclusivement sur la Balagne, le navire arbore également la nouvelle livrée SNCM. Le 1er novembre 2004, le NGV Asco effectue son dernier voyage commercial pour le compte de la SNCM ; il quitte Bastia à 14h30 pour Nice. Le lendemain il fait route pour Marseille où il arrive à 11h30. Il est désarmé en attente d’être vendu.
Vendu à C-Link Ferries, qui avait fait, un an plus tôt, l'acquisition de son jumeau, le navire devient le Panagia Parou. Il quitte Marseille le vendredi 27 mai 2005 à destination du port du Pirée en Grèce. Le navire est alors exploité sous les couleurs de AK Ventouris entre Le Pirée et les Cyclades. 
En septembre 2006, dans le cadre d'un affrètement par la compagnie Namma Lines, le navire navigue en Mer Rouge.
En février 2007, le Panagia Parou est vendu à NEL Lines et frété à une société maltaise qui le rebaptise Red Sea II.
En 2010, il prend de nouveau le nom de Panagia Parou. Durant l’été 2010, il est affrété par European Seaways et navigue entre l'Italie et l'Albanie.
En 2012, affrété par la compagnie marocaine Inter Lines, comme son sister-ship, il assure la ligne Tanger Med - Algésiras. Le 31 décembre l'armateur n'a pas les moyens de financer l'arrêt technique du Panagia Parou, il est alors désarmé à Algésiras. Les autorités espagnoles vident par la suite ses réservoirs du carburant et éliminent toute trace d'huile dans la salle des machines. En mars 2013, le navire est déclaré comme étant abandonné.
Le 20 avril 2017, alors que le Panagia Parou est toujours désarmé, un fort coup de vent sévissant dans le port d'Algésiras drosse le navire contre le quai. Le choc ouvre une brèche dans la coque et l'eau envahit rapidement le navire qui commence à s'enfoncer par l'arrière. Très vite, les autorités mettent en place des dispositifs anti-pollution autour du Panagia Parou qui chavire lentement sur bâbord. Le 21 avril, le navire s'échoue au fond du port, ne laissant apparaître que son flanc tribord. Le navire est par la suite renfloué le 12 octobre, les opérations étant assurées par la société Ardentia Marine. Le 6 novembre, l'épave est mise en vente. 
Devant l'étendue des dégâts causés par sa submersion, l'épave du Panagia Parou est finalement vendue à la démolition. Le 24 juin 2018, la carcasse rouillée quitte Algésiras en remorque du World Tug 1 afin d'être échoué sur les plages du chantier de démolition turc d'Aliağa.

## Installations
Le Panagia Parou proposait à ses passagers un bar buffet situé sur le pont 4. En raison de ses dimensions restreintes et à la courte durée de ses traversées, le navire ne possédait pas de cabines, les passagers étaient installés dans trois salons fauteuils, deux sur le pont 4 pouvant accueillir 248 et 184 personnes et un au pont 5 prévu pour 68 personnes. Deux terrasses étaient à la disposition des passagers sur les ponts 4 et 5.

## Caractéristiques
Le Panagia Parou mesurait 102 mètres de long pour 15,40 mètres de large, son tirant d'eau était de 4,30 mètres. Sa jauge brute était de 4 934 UMS. Le navire pouvait embarquer 576 passagers et possédait un garage pouvant contenir 150 véhicules répartis sur 2 niveaux et accessible par deux portes-rampes arrières de 7,74 mètres de long et 4,30 mètres de large chacune et une porte rampe avant de 11,50 mètres de long et 3,20 mètres de large. Il était entièrement climatisé. Il possédait 4 moteurs diesel rapides MTU type 20V1163TB73L, 20 cylindres en V, entraînant chacun un propulseur à jet d’eau KaMeWa type 112 par l’intermédiaire d’un réducteur Maag. Les deux propulseurs latéraux étaient orientables. La puissance totale était de 24 000 kW, pour une vitesse de 37 nœuds à 90 % de la puissance. Durant l’hiver 1996/1997, les moteurs verront leur puissance mise à niveau de celle de ceux du NGV Aliso, et passer ainsi de 6000 kW à 6 500 kW chacun. Il était en outre doté de deux propulseurs d’étrave Brunvoll de 250 kW chacun, d'un système de stabilisation maritime Dynamics (2 ailerons latéraux, 2 volets arrière, un T-Foil avant) et disposait du système BATOS de suivi en temps réel des conditions météorologiques Pour l'évacuation des passagers, quatre issues de secours existaient également à bord, elles se déclenchaient automatiquement ou manuellement et permettaient l’évacuation des passagers grâce à des toboggans gonflables, le tout complété de deux embarcations semi-rigides.

## Lignes desservies
À sa mise en service, le NGV Asco était positionné, du printemps à l'automne, sur les lignes de la Corse au départ de Nice vers Bastia, Ajaccio, L'Île-Rousse et Calvi. À partir de 1997, le navire sera régulièrement affrété par Corsica Marittima, filiale de la SNCM et effectuera la ligne Bastia - Livourne une ou plusieurs fois par semaine jusqu'en 2001. En 2002, le NGV Asco est placé entre l'Espagne et l'Algérie sur la ligne Almería - Ghazaouet puis sur Almería - Oran en 2003. Malgré leur succès, ces lignes sont fermées l'année suivante et le NGV Asco termine sa carrière à la SNCM entre Nice, L'Île-Rousse et Calvi.
Vendu en 2005 à l'armateur grec C-Link Ferries, le navire, renommé Panagia Parou, navigue sous les couleurs de la compagnie AK Ventouris vers les îles de Paros et Naxos depuis Le Pirée ou Lavrio. À partir de juin 2006, la ligne est étendue à Amorgós. Après avoir navigué en Mer Rouge dans le cadre d'un affrètement, le Panagia Parou est racheté par la compagnie NEL Lines mais conserve son exploitation sous le nom de Red Sea II. Désarmé en 2009, il est affrété en 2010 par la compagnie European Seaways qui le fait naviguer entre l'Italie et l'Albanie sur la ligne Bari - Durrës, de nouveau sous le nom de Panagia Parou. Rendu à NEL Lines, le navire est placé sur la ligne Héraklion - Santorin de septembre à octobre 2010. D'avril à septembre 2011, il est affecté à une nouvelle desserte entre Ágios Konstantínos, Skiathos, Skópelos et Alonissos. Enfin, pendant la saison 2012, le Panagia Parou est affrété par la compagnie marocaine Inter Lines qui le fait naviguer entre Tanger Med au Maroc et Algésiras en Espagne. Devant initialement être reconduite, la ligne est finalement interrompue, et le navire désarmé. Depuis 2012 et après son naufrage accidentel en avril 2017, le Panagia Parou reste immobilisé à Algésiras jusqu'à la fin du mois de juin 2018 où il prend la direction du chantier de démolition d'Aliağa.